# Красногорська селищна адміністрація
Красного́рська селищна адміністрація (каз. Красногор кенттік әкімдігі, рос. Красногорская поселковая администрация) — адміністративна одиниця у складі Єсільського району Акмолинської області Казахстану. Адміністративний центр — селище Красногорський.
Населення — 579 осіб (2021; 1467 у 2009, 3408 у 1999, 1731 у 1989).
Станом на 1989 рік існували Красногорська селищна рада (смт Красногорський), Ігліцька сільська рада (село Іглік) та Калачаївська сільська рада (село Калачі).

## Склад
До складу адміністрації входять такі населені пункти:
| Населений пункт        | Населення, осіб (1989) | Населення, осіб (1999) | Населення, осіб (2009) | Населення, осіб (2021) |
| ---------------------- | ---------------------- | ---------------------- | ---------------------- | ---------------------- |
| Іглік, село            | 689                    | 504                    | 325                    | 202                    |
| Калачі, село           | 1042                   | 814                    | 647                    | 276                    |
| Красногорський, селище | -                      | 2090                   | 495                    | 101                    |